# Сделано в белом
«Сделано в белом» — третий студийный альбом московской рок-группы «Альянс», записанный в 1991 году и изданный в 1992 году российской независимой компанией BSA Records. Альтернативное название альбома — «Альянс-III».
Диск ярко выражает интерес музыкантов группы к аутентичному русскому фольклору и смену ориентации со звучания «новой волны» на перспективное направление world music. Музыкальные критики отмечают, что композиции данного творческого периода созданы под влиянием отголосков славянского язычества. Альбом послужил прорывом на большую сцену для молодой певицы Инны Желанной, заложив основные стилевые черты её последующих работ.

## История создания
Идея отказаться от космополитичного звучания в духе классической «новой волны» и обратиться к русскому фольклорному наследию появилась у лидера «Альянса» Игоря Журавлёва и звукооператора Игоря Замараева в 1989 году. В это же время Замараев знакомится с Инной Желанной. В ту пору она была малоизвестной исполнительницей из подмосковного Зеленограда, имевшей в активе несколько собственных композиций. Желанная тогда позиционировала своё творчество ближе к панк-року и не считала, что у её материала имеются фольклорные корни. Несмотря на это, музыканты «Альянса» отметили влияние творчества Дмитрия Ревякина, в ту пору одного из ведущих представителей советской фолк-рок сцены, на песни Инны и предложили ей сотрудничество.
Запись осуществлялась на студии Московского дворца молодёжи. На время работы в группу вернулся Олег Парастаев, покинувший «Альянс» из-за творческих разногласий с Игорем Журавлёвым в 1988 году и собравший собственный проект НРГ («Новая русская группа»). Парастаев выступил в качестве основного продюсера альбома, Замараев стал сопродюсером. В записи приняли участие новые музыканты: гитарист Константин «Костелло» Баранов (экс-«Николай Коперник»), басист Сергей «Гребстель» Калачёв и перкуссионист Владимир «Мисс» Миссаржевский (оба — экс-«Встреча на Эльбе») и в самом конце - Максим Трефан (экс-«Николай Коперник»). Работа над альбомом продолжалась два года.
В 1991 году к «Альянсу» примкнул этнограф и музыкант Сергей Старостин. Благодаря Старостину и его товарищу Сергею Клевенскому в дополнение к традиционному арсеналу рок-инструментов были задействованы деревянные духовые, в числе которых окарина, калюка и жалейка. Часть творческих экспериментов проходила летом в деревне Починки Рязанской области, куда на некоторое время перебирались Старостин и Журавлёв.
Семь композиций на альбоме были написаны Игорем Журавлёвым, четыре — Инной Желанной, одна — Сергеем Старостиным, а ещё три представляли собой тувинскую народную музыку в авторской обработке.

«Этническая музыка — настоящая. Она подлинная, аутентичная. Она не может не трогать человека музыкально. Меня в своё время тронула. <...> Если рассматривать альбом «Сделано в белом», то мы на романтическую платформу, которая осталась от «Альянса», аккуратно внедрили этнические элементы. Это был такой опыт — привнести сюда традицию в романтическое тело.»— Игорь Журавлёв, 2021 год

## Издание
Альбом был закончен в 1991 году и официально издан год спустя, в 1992 году, компанией BSA Records на компакт-диске. На обложке также было приведено альтернативное название альбома («Альянс-III»). В том же году была издана грампластинка, на которую поместилось всего 8 треков.
В 2001 году лейбл Green Wave Records осуществил переиздание альбома с иным оформлением обложки.

## Признание
В 1990 году, ещё до выхода альбома, композиция «До самого неба» попала в эфир телепередачи «50х50».
Западные импресарио, привлечённые этническим колоритом обновлённого «Альянса», стали предлагать группе сотрудничество ещё до завершения работы над альбомом. Результатом стали выступления «Альянса» и Инны Желанной в Западной Европе, состоявшиеся в 1991 и 1994 годах.
В 1993 году альбом «Сделано в белом» был признан лучшей европейской пластинкой года в стиле «world music» на конкурсе МИДЕМ-93 во Франции.
Альбом получал тёплые отзывы российских критиков как вскоре после выхода, так и значительно позднее. Рецензенты неизменно отмечали удачный опыт обращения к славянскому фольклору. Кроме того, характеризуя музыку альбома, критики обычно упоминали о повороте «Альянса» к языческим корням. По мнению обозревателя сайта Colta.ru Дениса Бояринова, «это удивительно тонкая и сбалансированная работа, где сталкиваются мужское и женское, языческое и православное, славянское и англосаксонское, фолковое и рок-н-ролльное начала, чтобы дать рождение новой музыкальной эстетике, которую в России 1990-х никто не оценил».
Сам Игорь Журавлёв впоследствии называл альбом вершиной творчества группы.
На волне успеха работы Инна Желанная приняла решение и дальше заниматься творчеством в фолк-роковом ключе совместно с музыкантами «Альянса». Критик Денис Бояринов считает, что альбом заложил фундамент востребованности её сольного творчества за рубежом.

## Список композиций
| №   | Название            | Автор(ы)         | Длительность |
| --- | ------------------- | ---------------- | ------------ |
| 1.  | «Только с тобой»    | Инна Желанная    | 3:43         |
| 2.  | «Дальше, дальше»    | Инна Желанная    | 4:44         |
| 3.  | «На восток»         | Игорь Журавлёв   | 5:50         |
| 4.  | «Эпиталама»         | Игорь Журавлёв   | 8:57         |
| 5.  | «Возле твоей любви» | Игорь Журавлёв   | 4:54         |
| 6.  | «До самого неба»    | Инна Желанная    | 4:04         |
| 7.  | «Встаньте, братья»  | Игорь Журавлёв   | 5:43         |
| 8.  | «Смерти нет»        | Игорь Журавлёв   | 4:18         |
| 9.  | «Дева»              | Игорь Журавлёв   | 4:26         |
| 10. | «Сестра моя ночь»   | Инна Желанная    | 4:59         |
| 11. | «Всадники»          | Игорь Журавлёв   | 5:12         |
| 12. | «Тува-1»            | народная         | 2:27         |
| 13. | «Тува-2»            | народная         | 7:35         |
| 14. | «Тува-3»            | народная         | 5:24         |
| 15. | «Баллада о горе»    | Сергей Старостин | 1:19         |

## Участники записи
- Инна Желанная — вокал
- Игорь Журавлёв — вокал, гитара
- Сергей Старостин — духовые, вокал (5, 15)
- Сергей Клевенский — духовые (3, 7)
- Сергей Калачёв (Гребстель) — бас, перкуссия, аккордеон, бэк-вокал, клавишные
- Константин Баранов (Костелло) — гитара, акустическая гитара
- Константин Гаврилов (Бонапарт) — клавишные, бэк-вокал
- Максим Трефан - клавишные
- Владимир Миссаржевский (Мисс) — перкуссия
- Юрий Кистенев (Хэн) — барабаны, бэк-вокал

Записано Игорем Замараевым с 1989 по 1991 гг. на студии Московского дворца молодёжи.
Оформлением оригинального варианта обложки занимался Владимир Кабанов, также сотрудничавший с группами «АукцЫон», «Мегаполис» и «Вопли Видоплясова».

## Композиции в исполнении других музыкантов
Четыре композиции, написанные Инной Желанной («Только с тобой», «Дальше», «До самого неба», «Сестра»), впоследствии были перезаписаны для её дебютного сольного альбома «Водоросль», увидевшего свет в 1995 году.
Кавер-версия песни «Возле твоей любви», исполненная группой «Любэ», вошла в саундтрек мультфильма «Князь Владимир», вышедшего в 2006 году.